# Marc Narciso Dublan
Marc Narciso Dublan (* 20. Januar 1974 in Barcelona) ist ein spanischer Schachspieler.

## Werdegang
Die katalanische Jugendeinzelmeisterschaft konnte er 1991 gewinnen, bei den Erwachsenen gewann er die katalanische Meisterschaft 1992 und 1995 (in Barcelona), 2011 in Sabadell wurde er Zweiter. In seiner Schachkarriere gewann er mehrere Turniere in Spanien, zum Beispiel in Ibi, La Pobla de Lillet, Barcelona, Montcada i Reixac und Barberà del Vallès. Bei der iberoamerikanischen Einzelmeisterschaft 2011 in Mexiko-Stadt wurde er Zweiter hinter Gilberto Milos.
1997 erhielt Marc Narciso Dublan den Titel Internationaler Meister. Großmeister ist er seit Oktober 2003. Die Normen für seinen Großmeister-Titel erzielte er bei einem First-Saturday-Turnier im April 2001 in Budapest, beim NS-Fatima-Europ-GP im August 2001 in Lissabon sowie beim Promotionsturnier im Dezember 2002 in Mondariz, das er gewann.

## Mannschaftsschach
Für die spanische Nationalmannschaft nahm er an den Mannschaftseuropameisterschaften 2001 und 2007 jeweils am Reservebrett sowie an der Schacholympiade 2006 teil, dort am zweiten Reservebrett.
Mit der Mannschaft der Region Katalonien nahm er 1993 am European Club Cup teil. In der spanischen Mannschaftsmeisterschaft spielte er von 1998 bis 2004 und erneut 2007 für den Verein Foment Martinenc Barcelona, 2009 für UE Montcada, 2014 für CE Barberà sowie 2015 und 2017 für CE Escola d'Escacs de Barcelona. In der türkischen Mannschaftsmeisterschaft spielte er für Azdur Spor Sanat ve Kültür Kulübü und in der französischen für Lyon Olympique Echecs und Echiquier Orangeois.